# Karjakanselkä
Karjakanselkä är en sjö i kommunen Kemijärvi i landskapet Lappland i Finland. Arean är 50 hektar och strandlinjen är 6,89 kilometer lång. Sjön  ingår i Kemi älvs huvudavrinningsområde.   Den ligger omkring 70 kilometer öster om Rovaniemi och omkring 710 kilometer norr om Helsingfors.  